# Thomas Ulimwengu
Thomas Emanuel Ulimwengu (* 14. Juni 1993 in Tanga) ist ein tansanischer Fußballspieler.
Der Stürmer durchlief verschiedene Jugendnationalmannschaften Tansanias und gab am 27. November 2010 sein Länderspieldebüt für die A-Auswahl.
Trotz seiner geringen Körpergröße von 1,75 m ist er kopfballstark. Er galt als größtes Fußballtalent Tansanias.